# 福煦大街站
福煦大街站（lang-fr|Gare de l'Avenue Foch）原名布洛涅森林大街站（Avenue du Bois de Boulogne）是法国的一个铁路车站，属于大区快铁C线，位于巴黎十六区福煦大街85号。

## 附近车站
- 巴黎地铁2号线的太子妃门站（Porte Dauphine）

## 旅游
- 布洛涅森林

48°52′14″N 2°16′31″E / 48.8706°N 2.2753°E